# Wil van Gemert

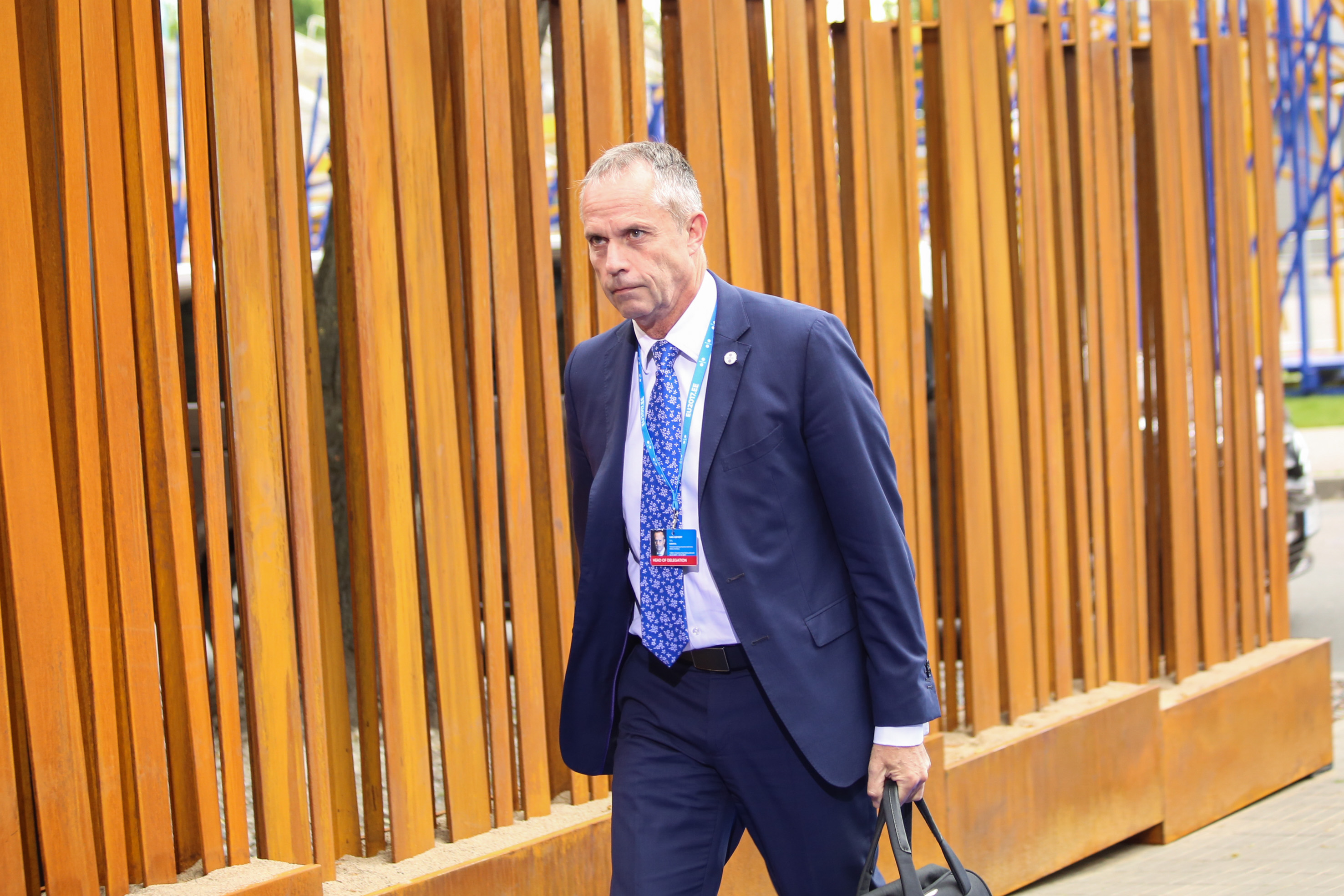
Wil van Gemert (2017)

Der Niederländer Wilhelmus Martinus Van Gemert (* 1960), bekannt als Wil van Gemert, ist vom 1. Mai 2014 bis zum 30. April 2018 stellvertretender Direktor von Europol. Gemerts Dienstzeit wurde durch Ratsbeschluss vom 8. Juni 2017 bis zum 30. April 2022 ausgedehnt.

## Werdegang
Ausgebildet ab 1988 an der niederländischen Polizeiakademie begann Gemert seine Karriere bei der Polizei von Amsterdam. Gemert arbeitete sich nach oben und spezialisierte sich 1991 auf die Ermittlungen im Finanzwesen und der Betrugsbekämpfung. Er leitete eine Sondereinheit der Polizei zur Bekämpfung von öffentlichen Unruhen. Während dieser Zeit studierte Gemert berufsbegleitend an der Universität von Amsterdam und schloss mit einem Bachelor in Management und Polizeiberatung ab.
1995 wurde er zum Leiter eines multidisziplinären, nationalen Ermittlerteams des Korps Landelijke Politiediensten (KLPD) Bekämpfung der organisierten Kriminalität ernannt. 1999 übernahm er die Untersuchungen zur Umstrukturierung der Ermittlungstätigkeiten im KLPD.
Am 1. März 2001 wurde van Gemert in das Top-Management des KLPD als Direktor der Kriminalpolizei übernommen und leitete ca. 1500 Beamte. Unter seiner Führung wurde das KLPD bis 2002 in zwölf operative und vier unterstützende Einheiten neu gegliedert. Ab 2003 integrierte er die nationalen Polizeibehörden in die Strukturen des KLPD. Neben diesen Aufgaben übernahm van Gemert auch führende Aufgaben im Rahmen der polizeilichen Zusammenarbeit mit Europol und Interpol.
2004 verließ van Gemert das KLPD und übernahm die Leitung des nationalen Geheimdienstes im niederländischen Algemene Inlichtingen- en Veiligheidsdienst (AVID). Hier konzentrierten sich seine Aufgaben auf die Terrorbekämpfung, Bekämpfung von gewaltsamem und politisch motiviertem Aktivismus, sowie die Anti-Terror-Info-Box, einem Fusion Center zu Personen, die dem Terrorumfeld zugerechnet werden.
Am 12. Januar 2012 wurde van Gemert auch zum Direktor der Cyber Security (Informationssicherheit), wo er unter anderem auch für das niederländische Zentrum für IT-Sicherheit (Nationaal Cyber Security Centrum, NCSC) verantwortlich war. Van Gemert übernahm am 1. Mai 2014 die Leitung des Operations Department von Europol, wo das dort eingegliederte Europäische Zentrum zur Bekämpfung der Cyberkriminalität (EC3) in seinen Aufgabenbereich fällt. Gemert leitet das EC3 kommissarisch, bis zur Ernennung einer Nachfolge des ehemaligen Leiters des EC3, Troels Oerting, der das EC3 im Januar 2015 für eine Führungsposition bei Barclays verließ.
| Vorgänger     | Amt                                                                       | Nachfolger |
| ------------- | ------------------------------------------------------------------------- | ---------- |
| Michel Quillé | Stellvertretender Direktor von Europol 1. Mai 2014 bis zum 30. April 2022 | —          |